# Gail Patrick

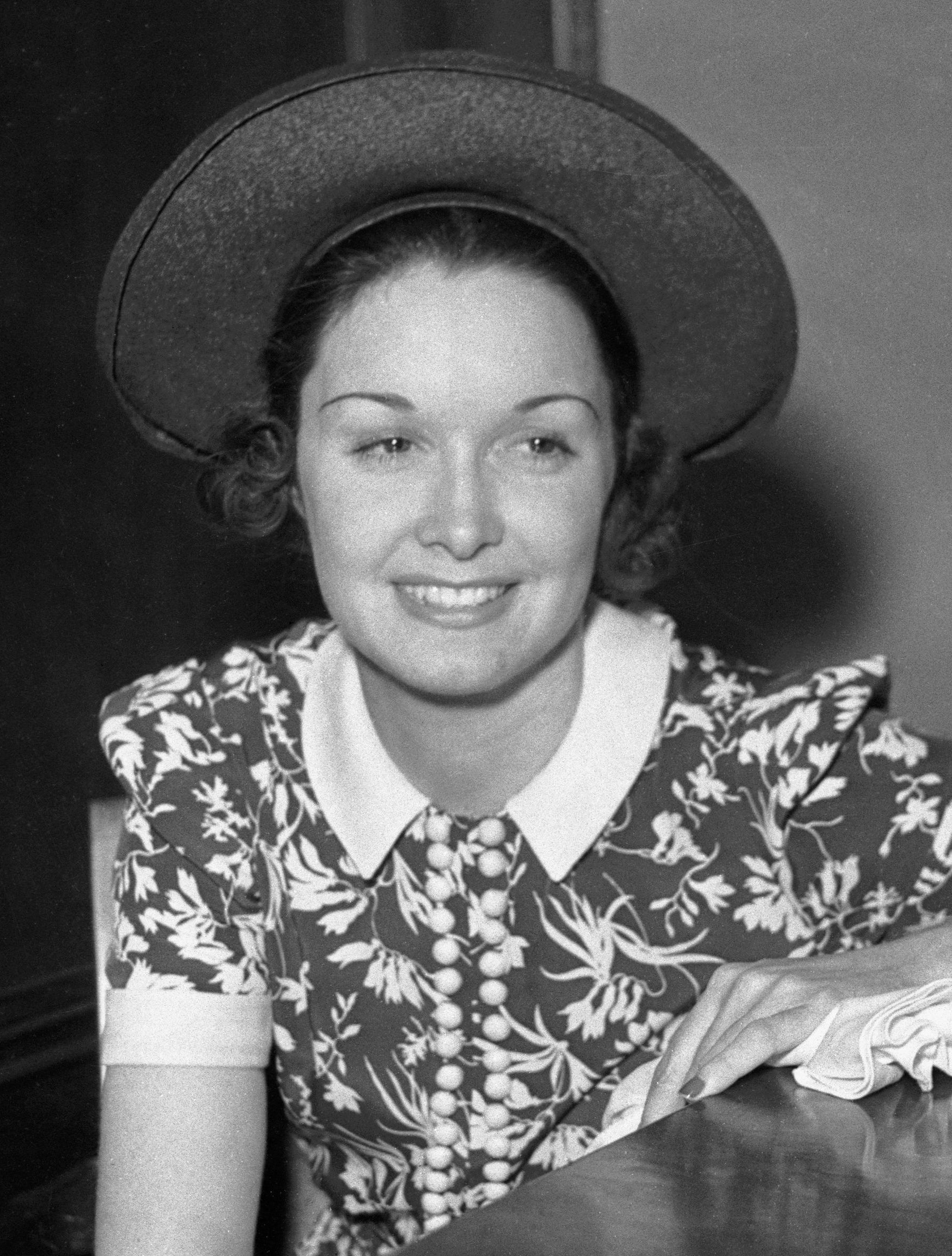
Gail Patrick (1937)

Gail Patrick (* 20. Juni 1911 in Birmingham, Alabama; † 6. Juli 1980 in Los Angeles, Kalifornien; eigentlich Margaret LaVelle Fitzpatrick) war eine US-amerikanische Filmschauspielerin und Fernsehproduzentin. Sie war vor allem auf die Darstellung von eleganten, aber gefühlskalten und berechnenden Frauen festgelegt.

## Leben
Gail Patrick wurde 1911 als Margaret LaVelle Fitzpatrick geboren. Nach ihrem erfolgreichen Bachelor-Abschluss am Howard College studierte sie Recht an der University of Alabama. Während dieser Zeit nahm sie spontan an einem landesweiten Wettbewerb für eine Rolle in einem Paramount-Film teil. Sie schaffte es bis ins Finale, bekam jedoch nicht die Rolle. Dennoch fühlte sie sich ermutigt, nach Hollywood zu gehen, wo sie 1932 von Paramount für 50 Dollar die Woche unter Vertrag genommen wurde.
Ihren ersten Leinwandauftritt hatte sie als Statistin in dem starbesetzten Episodenfilm Wenn ich eine Million hätte (1932). Es folgten unbedeutende Rollen, doch wurden diese zunehmend größer. Sie verkörperte fortan vor allem unterkühlt wirkende Frauen oder die berechnende Rivalin der Hauptdarstellerin, wie beispielsweise in der Screwball-Komödie Mein Mann Godfrey (1936) als Carole Lombards intrigante Schwester oder in Meine Lieblingsfrau (1940), wo sie mit Irene Dunne um die Zuneigung von Cary Grant buhlt.

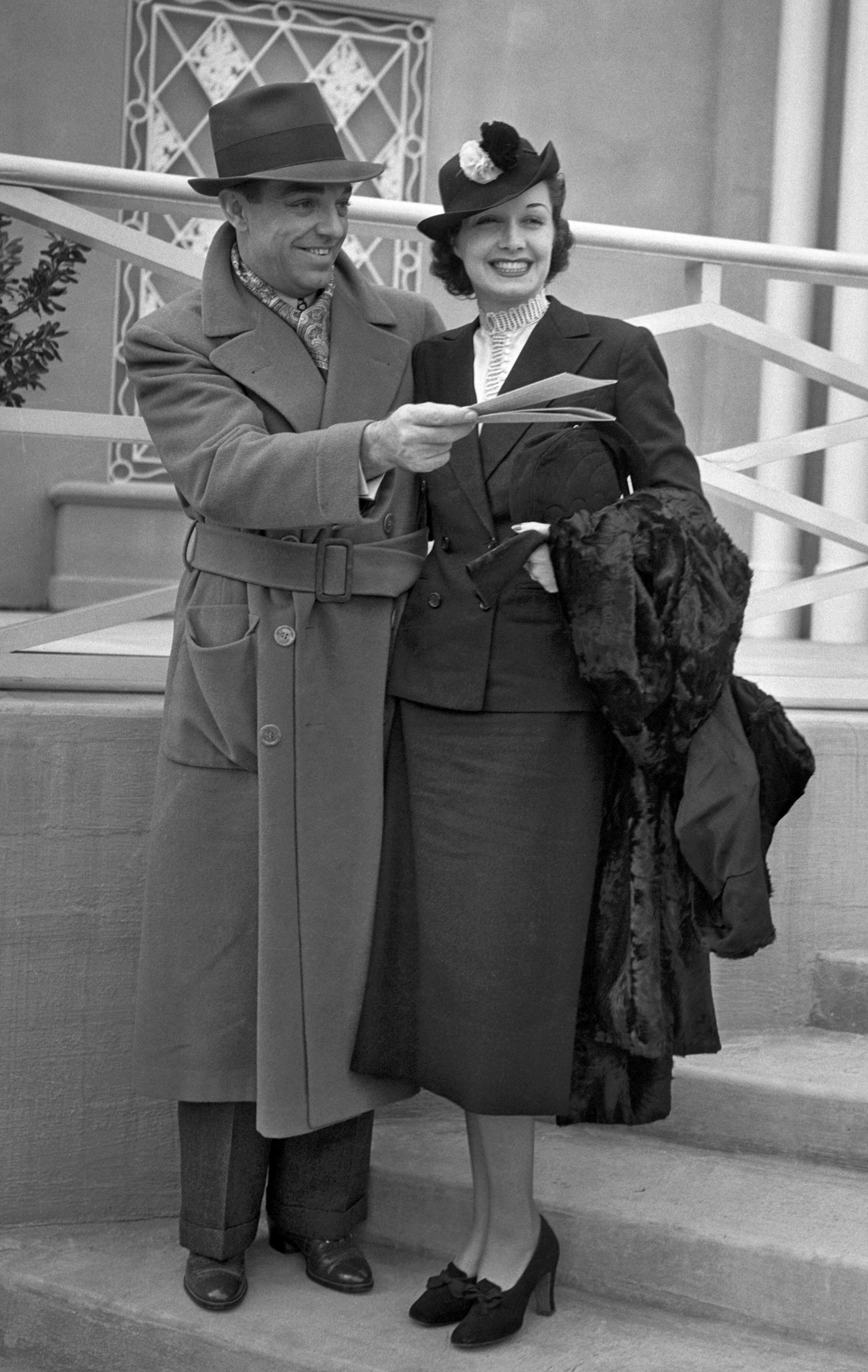
Gail Patrick mit ihrem Mann Robert H. Cobb (1937)

In Bühneneingang (1937) lieferte sich Patrick in der Rolle eines Produzentenliebchens Auseinandersetzungen mit Katharine Hepburn und Ginger Rogers. Mit Rogers war sie auch in dem starbesetzten Episodenfilm Sechs Schicksale (1942) von Julien Duvivier zu sehen, unter dessen Regie auch Charles Boyer, Rita Hayworth, Henry Fonda, Charles Laughton und Edward G. Robinson zum Einsatz kamen.
Im Jahr 1948 beendete Patrick nach über 60 Filmen abrupt ihre Schauspielkarriere, um sich als Designerin von Kleidern zu betätigen, womit sie in den 1950er Jahren sehr erfolgreich war. Später produzierte sie zusammen mit ihrem dritten Ehemann Cornwell Jackson die US-Fernsehserie Perry Mason (1957–1966). Patrick war damit eine der ersten weiblichen Produzenten in Hollywood. Zeitweise fungierte sie zudem als Vizepräsidentin der National Academy of Television Arts and Sciences.
Patrick war insgesamt viermal verheiratet. Ihr erster Mann war Robert H. Cobb, dem das berühmte Hollywood-Restaurant Brown Derby gehörte und der den nach ihm benannten Cobb Salad erfand. Die Ehe hielt von 1936 bis 1940. Ihre zweite Ehe mit Arnold Dean White währte lediglich ein Jahr (1944–1945). Mit Cornwell Jackson, den sie 1947 ehelichte, adoptierte sie zwei Kinder. Auch diese Beziehung endete in Scheidung (1969). Die letzten sechs Jahre ihres Lebens war Patrick mit John E. Velde Jr. verheiratet. Sie litt zeit ihres Lebens an Diabetes und starb 1980 im Alter von 69 Jahren in ihrem Haus in Hollywood an Leukämie.

## Filmografie (Auswahl)
- 1932: Wenn ich eine Million hätte (If I Had a Million)
- 1933: The Mysterious Rider
- 1933: Panik im Zoo (Murders in the Zoo)
- 1933: The Phantom Broadcast
- 1933: Flucht vor dem Gestern (Pick–up)
- 1933: Gambling Ship
- 1933: To the Last Man
- 1933: Wiegenlied (Cradle Song)
- 1934: Die schwarze Majestät (Death Takes a Holiday)
- 1934: The Crime of Helen Stanley
- 1934: Murder at the Vanities
- 1934: Take the Stand
- 1934: Wagon Wheels
- 1934: One Hour Late
- 1935: Rumba
- 1935: Mississippi
- 1935: No More Ladies
- 1935: Doubting Thomas
- 1935: Smart Girl
- 1935: Das Tal des Todes (Wanderer of the Wasteland)
- 1935: The Big Broadcast of 1936
- 1935: Two Fisted
- 1935: The Lone Wolf Returns
- 1936: Two in the Dark
- 1936: The Preview Murder Mystery
- 1936: Wenn andere schlafen … (Early to Bed)
- 1936: Mein Mann Godfrey (My Man Godfrey)
- 1936: Verbrecherjagd (Murder with Pictures)
- 1936: White Hunter
- 1937: Her Husband Lies
- 1937: Künstlerball (Artists and Models)
- 1937: Bühneneingang (Stage Door)
- 1938: Mad About Music
- 1938: Gefährliche Mitwisser (Dangerous to Know)
- 1938: Wives Under Suspicion
- 1938: King of Alcatraz
- 1939: Disbarred
- 1939: Rache für Alamo (Man of Conquest)
- 1939: Grand Jury Secrets
- 1939: Reno
- 1940: Hochzeit wider Willen (The Doctor Takes a Wife)
- 1940: Meine Lieblingsfrau (My Favorite Wife)
- 1940: Gallant Sons
- 1941: Love Crazy
- 1941: Papa braucht eine Frau (Kathleen)
- 1942: We Were Dancing
- 1942: Sechs Schicksale (Tales of Manhattan)
- 1943: Hit Parade of 1943
- 1944: Up in Mabel’s Room
- 1945: Hilfe, ich bin Millionär (Brewster’s Millions)
- 1945: Twice Blessed
- 1946: The Madonna’s Secret
- 1946: Claudia and David
- 1946: Rendezvous with Annie
- 1946: Karten, Kugeln, Banditen (Plainsman and the Lady)
- 1947: Calendar Girl
- 1947: King of the Wild Horses
- 1948: The Inside Story